# 空知太駅
空知太駅（そらちふとえき）は、北海道空知郡奈江村南空知太（現・砂川市空知太）にあった、北海道炭礦鉄道空知線（現在の函館本線の一部）の駅（廃駅）である。北海道官設鉄道上川線との接続により、廃駅となった。なお、当時の呼び方は空知太停車場であるが、ここでは現代の呼び方で空知太駅に統一する。

## 概要
本線を砂川駅まで延伸した北海道炭礦鉄道は、引き続き空知川上流の炭田開発の意図を持って、当初計画では空知川を渡河して対岸の滝川側にあった空知太駅逓所（現・滝川市新町三丁目2）近くまで延伸して当駅を設け、また空知川手前から赤平方面へ分岐線を敷設する予定であったが、小道すらほとんど無い原生の沼沢地帯の軟弱な地盤による難工事の連続と資金難から、渡船の船着場 や対岸の駅逓所とも離れた空知川手前の辺鄙な場所へ延伸しただけで終え、当駅を設けた。その後、北海道官設鉄道が滝川方から延伸して空知川を渡って接続し、北海道炭礦鉄道との協議によって砂川駅を共同使用駅とする契約の際に廃駅となった。廃止後は北海道炭礦鉄道と北海道官設鉄道の分界点として空知太または空知川の名前が残った。
その後、昭和時代にほぼ同じ地点に日本国有鉄道函館本線の空知太信号場、のち仮乗降場が設けられ、客扱いをしていた時期がある(「関連項目」参照)。

## 構造
副本線を持っていた。

## 歴史

### 年表
- 1892年（明治25年）2月1日：北海道炭礦鉄道 空知線の空知太駅（そらちふとえき）として開設[6][9]。砂川-空知太 2M68C[1]（3M00C記述の文書も有り[注釈 5]）。
- 1898年（明治31年）7月16日：北海道官設鉄道上川線が当駅に接続。砂川-滝川間営業開始と伴に当駅を廃止[5][6][10]。
  - 財産の分界点として「空知太」（そらちぶと）が地点名として残る（砂川-空知太 3M00C[注釈 5]) [11][注釈 6]。
  - 分界点の地点名が「空知川」となる（砂川-空知川 3M00C[注釈 5]）[7]。
- 1906年（明治39年）10月1日：北海道炭鉱鉄道会社所属鉄道国有化により分界点消失。

### 名前の由来
滝が流れ落ちている入江、という意味のアイヌ語のソ=ラプ=チ=プトから。空知川が石狩川に合流する河口を指している。対岸の滝川の地名もここから来ている。

## 隣の駅
北海道炭礦鉄道
空知線
砂川駅 - 空知太駅